# Caipi
Caipi è l'undicesimo album in studio del chitarrista statunitense Kurt Rosenwinkel.
Album dalle forti influenze sudamericane, è il primo lavoro in cui il chitarrista si presenta come polistrumentista, nonché il primo album della neonata casa discografica Heartcore Records, di proprietà dello stesso Rosenwinkel. È stato pubblicato nel 2017.

## Tracce
1. Caipi – 3:56
2. Kama – 4:29
3. Casio Vanguard – 6:22
4. Summer Song – 5:02
5. Chromatic B – 4:45
6. Hold On – 5:32
7. Ezra – 6:17
8. Little Dream – 5:03
9. Casio Escher – 6:49
10. Interscape – 5:46
11. Little b – 6:16
12. Song for Our Sea (bonus track) – 8:22

## Formazione
- Kurt Rosenwinkel - chitarra, voce, percussioni, basso, pianoforte, sintetizzatore, casio,
- Pedro Martins - sintetizzatore, voce, percussioni
- Eric Clapton - chitarra (8)
- Mark Turner - sassofono  (7,9)
- Frederika Krier - violino (2,5,10)
- Kyra Garey - voce
- Chris Komer - corno francese
- Alex Kozmidi - chitarra baritona